# The image of you
«The image of you» (en español: «La imagen de ti») fue la canción debut de Albania en el Festival de la Canción de Eurovisión, siendo interpretada en inglés por Anjeza Shahini en la semifinal del festival de 2004.
La canción fue interpretada en 13.er lugar en la semifinal, siguiendo la canción de Lituania, «What's happened to your love» del dúo Linas & Simona y precediendo a la canción de Chipre, «Stronger Every Minute» de Lisa Andreas. La canción terminó en cuarto lugar con 167 puntos, suficientes para clasificarse para la final.
Ubicada séptima en la noche, la canción fue interpretada a continuación de Max de Alemania con «Can't Wait Until Tonight» y antes de Ruslana de Ucrania con «Wild Dances». Al final de la votación, la canción recibió 106 puntos para terminar en séptimo lugar, lo que garantizaba a Albania un lugar en la final del Festival de la Canción de Eurovisión 2005.
La canción comenzaba con Shahini cantando sobre una melodía de piano antes de aumentar el ritmo a un número de baile de ritmo moderado. La letra trata sobre los sentimientos de la cantante en lo que parece ser un romance tormentoso.
Una versión albanesa de la canción también fue publicada, titulada «Imazhi yt» («Tu reflejo»).

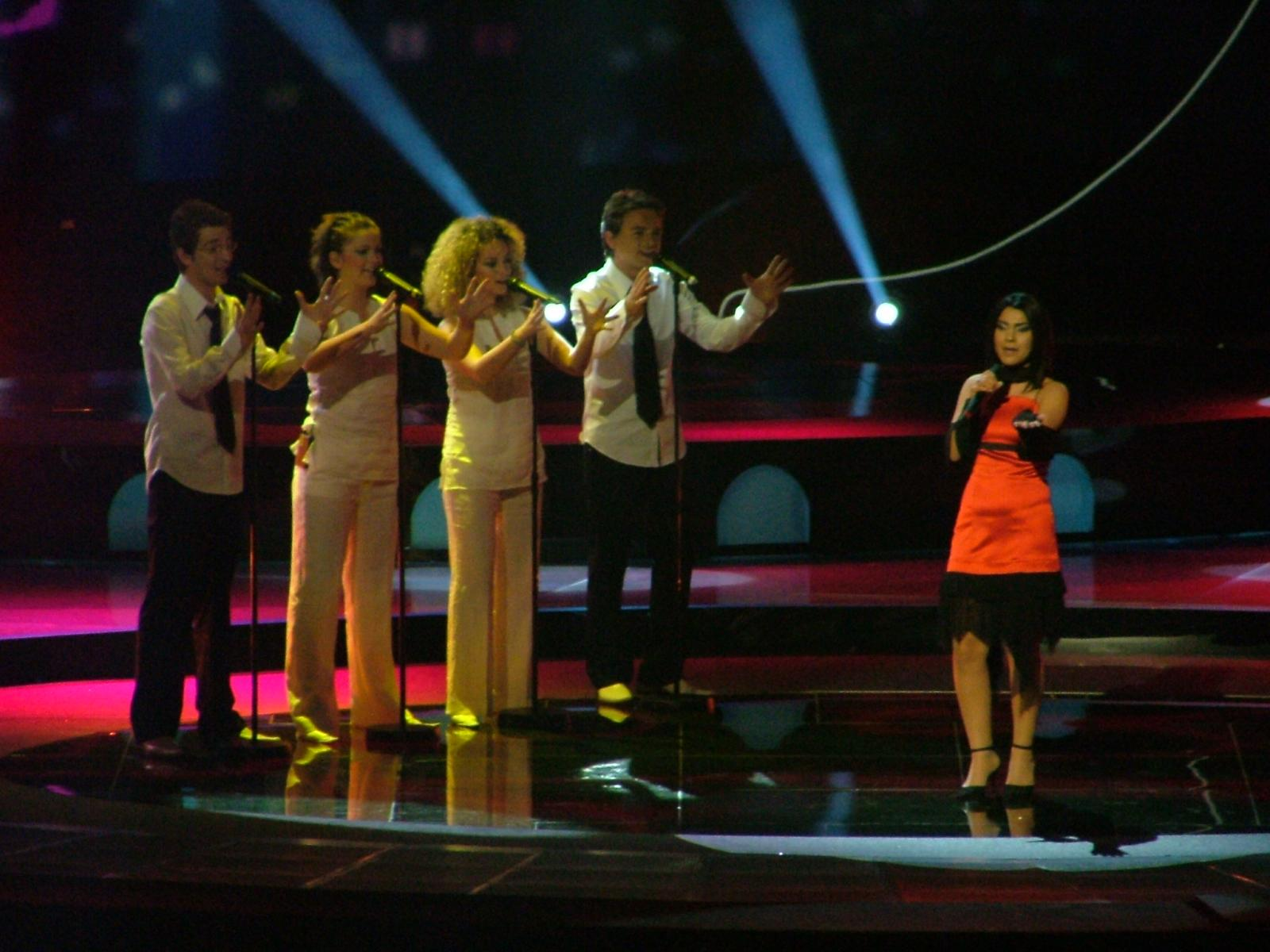
Anjeza Shahini interpretando «The image of you» en la final de Eurovisión 2004